# Deuz
Deuz (Siegerländer Platt: Düce) ist ein Stadtteil von Netphen im Kreis Siegen-Wittgenstein in Nordrhein-Westfalen.

## Geographie

### Geographische Lage
Deuz liegt im Siegerland rund 4 km südöstlich der Netphener Kernstadt. Es befindet sich zwischen 300 und 360 m ü. NHN und hat eine Fläche von 5,8 km². Berge und Erhebungen um den Ort sind zum Beispiel Halsberg, Hardt (380,4 m ü. NHN), Höhkopf (404 m ü. NHN) und Haferhain (503,6 m ü. NHN). In Deuz mündet der von Salchendorf kommende Werthenbach in den östlichen Rhein-Nebenfluss Sieg, die sich durch den gesamten Ort zieht.

### Nachbarorte
Nachbarorte von Deuz sind Beienbach im Norden, Grissenbach im Osten, Salchendorf im Südosten, Rudersdorf im Süden, Anzhausen im Südwesten, Breitenbach und Feuersbach im Südwesten und Netphen im Nordwesten.

## Geschichte

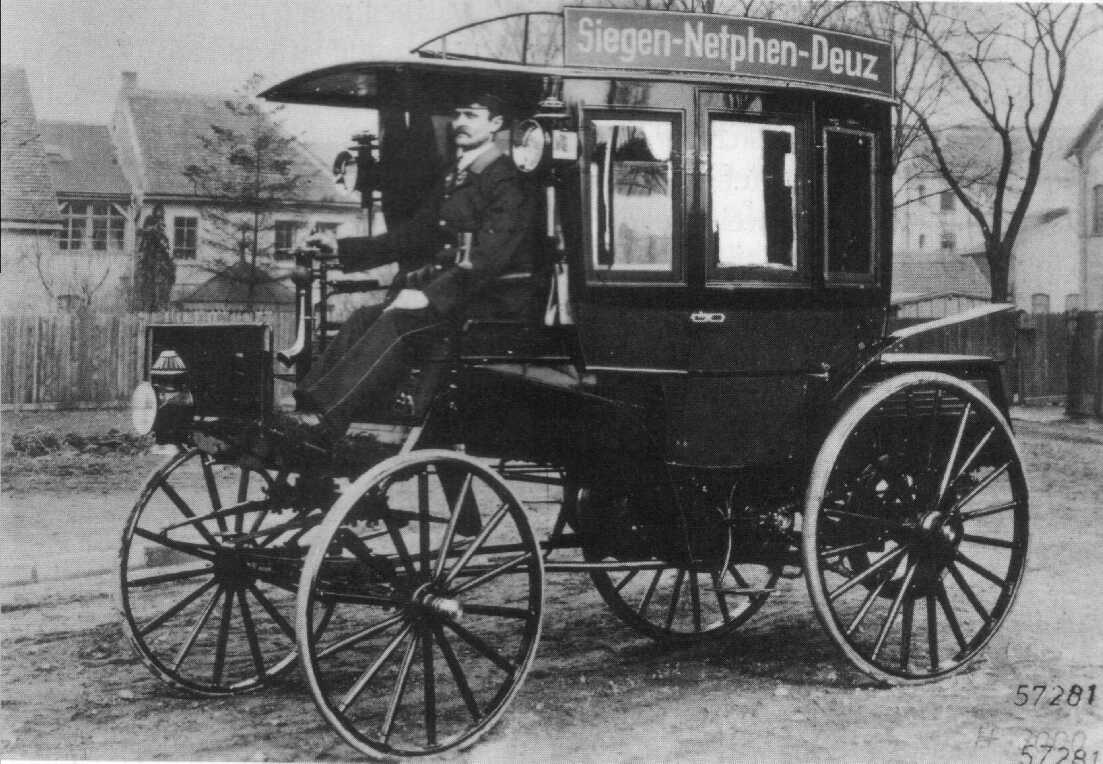
Der erste Benzin-Omnibus „Landauer“

Erstmals urkundlich erwähnt wurde Deuz als „Duce“ am 23. April 1290. Bereits seit 1300 wird regelmäßig in Aufzeichnungen eine Mühle zu Deuz erwähnt. Die Deuzer Simultanschule wurde bereits 1690 erwähnt und lange auch als Kapelle genutzt. 1911 wurde sie geschlossen.
Aufgrund der günstigen Lage wurde Deuz zur ersten Industriegemeinde des ehemaligen Amtes Netphen. Die Verlegung der Walzengießerei Irle von Kaan-Marienborn nach Deuz im Jahre 1848 ist als Geburtsakt anzusehen. Die Gießerei (später Irle Deuz GmbH in Netphen-Deuz bzw. Walzen Irle GmbH ebenda) wurde auf dem Gelände einer alten Buntmetallhütte errichtet. Im Laufe der Jahre haben sich in Deuz weitere Unternehmen angesiedelt.
Der erste motorisierte Omnibus der Welt fuhr 1895 von Deuz nach Weidenau, er wurde von einem Deuzer Unternehmen finanziert und im März 1895 von der Firma Benz & Cie an die Netphener Omnibusgesellschaft ausgeliefert. 1906 wurde die Kleinbahn Weidenau–Deuz eröffnet.
Um 1910 wurde die evangelische Kirche erbaut. Vom 21. November 1929 datiert die Einrichtung eines Fernsprechamtes in Deuz. Bis zur kommunalen Neugliederung gehörte der Ort dem Amt Netphen an. Am 1. Januar 1969 wurde die Gemeinde Deuz aufgelöst und in die neue Großgemeinde Netphen eingegliedert. Im Jahr 2005 wurde das alte Deuzer Freibad als Naturfreibad umgebaut wiedereröffnet.

## Einwohnerzahlen
Einwohnerzahlen des Ortes:
| Jahr | Einwohner |
| ---- | --------- |
| 1818 | 272       |
| 1885 | 309       |
| 1895 | 325       |
| 1905 | 386       |
| 1910 | 469       |
| 1925 | 709       |
| 1933 | 738       |

| Jahr | Einwohner |
| ---- | --------- |
| 1939 | 1042      |
| 1950 | 1294      |
| 1961 | 1499      |
| 1967 | 1678      |
| 1994 | 2182      |
| 2005 | 2210      |
| 2009 | 2159      |

| Jahr | Einwohner |
| ---- | --------- |
| 2012 | 2079      |
| 2013 | 2080      |
| 2014 | 2072      |
| 2015 | 2127      |
| 2018 | 2140      |
| 2021 | 2108      |
| 2022 | 2136      |

## Chronologische Auflistung der Ortsvorsteher/-bürgermeister
- 1969–?: Ernst Kämpfer († 27. März 1988) (SPD)[16]
- 1989–1998: Helmut Buttler[17]
- Udo Siebel[18][19] (CDU)[20]
- Juli 2011–Oktober 2017: Dr. Herbert Kneppe[21][22]
- Seit Oktober 2017: Reiner Brix (SPD)[23][24]

## Bildungseinrichtungen
Deuz besitzt eine Grundschule und eine Förderschule mit dem Bildungsgang geistige Entwicklung sowie einen Kindergarten.
In Deuz befinden sich ein freikirchliches Altenheim und eine AWO-Werkstatt für Menschen mit Behinderung.
Hier findet jährlich das Freak Valley Festival statt, wo vornehmlich Bands mit Stoner/Psychedelic-Rock aus aller Welt spielen.

## Freizeit
Für die Freizeit gibt es einen Grillplatz, ein Warmwasserfreibad und eine Tennisanlage sowie einen Sportplatz, vier Bolzplätze und drei Spielplätze.

## Sehenswürdigkeiten

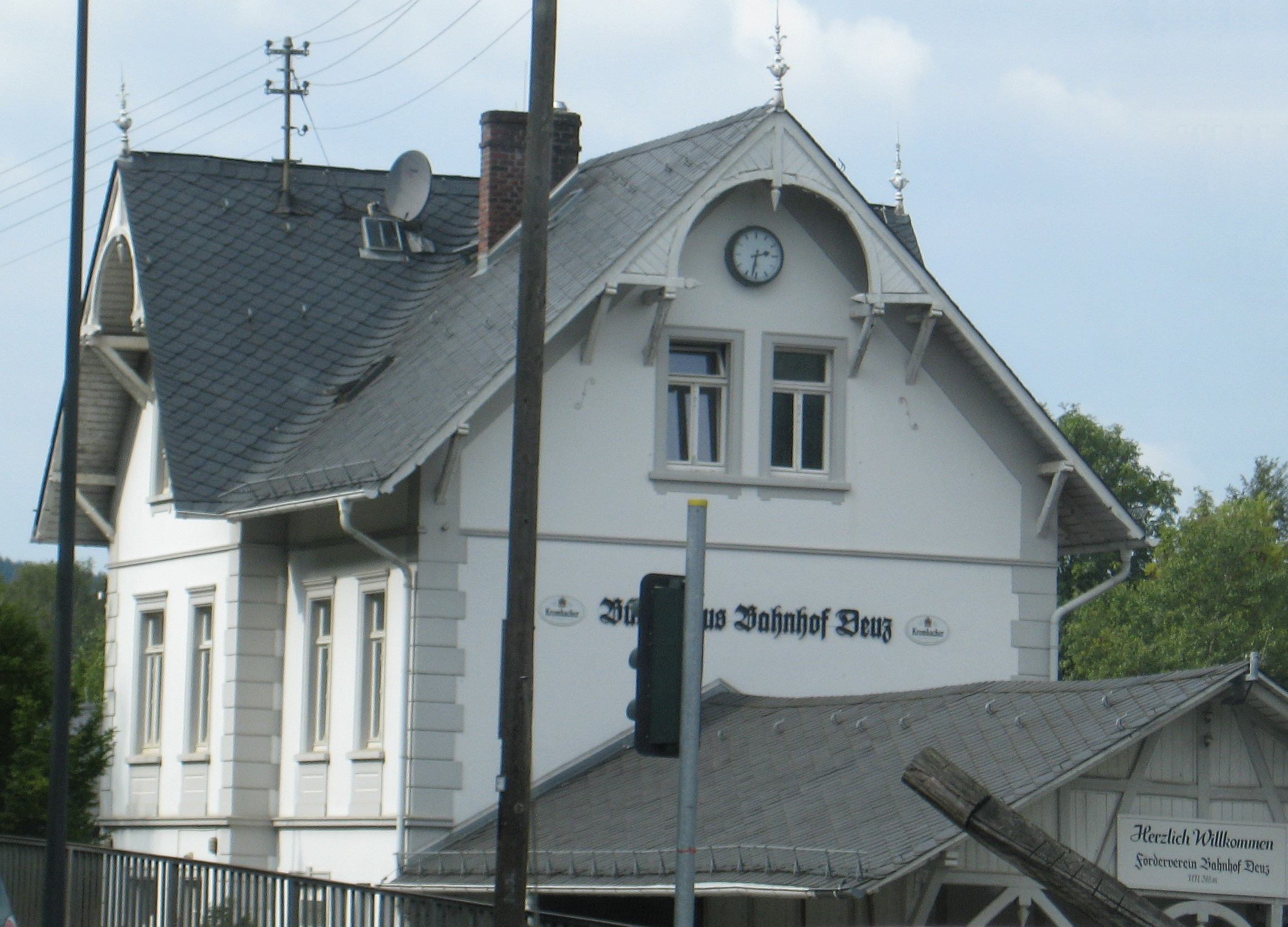
Der alte Bahnhof in Deuz

Sehenswert sind der restaurierte alte Deuzer Bahnhof, in dem auch Feiern stattfinden können, sowie die evangelische Pfarrkirche, die 1910 eingeweiht und 2009 renoviert und mit neuer Orgel ausgestattet wurde, und die katholische Filialkirche St. Matthias, die ein moderner Ziegelbau aus den 1960er Jahren ist.

## Töchter und Söhne
- Jürgen Winfried Klein (* 31. Juli 1930), Nachrichtentechniker und ab 1973 Lehrstuhlinhaber für Elektronik in Bochum[25]